# 하비에 고디노

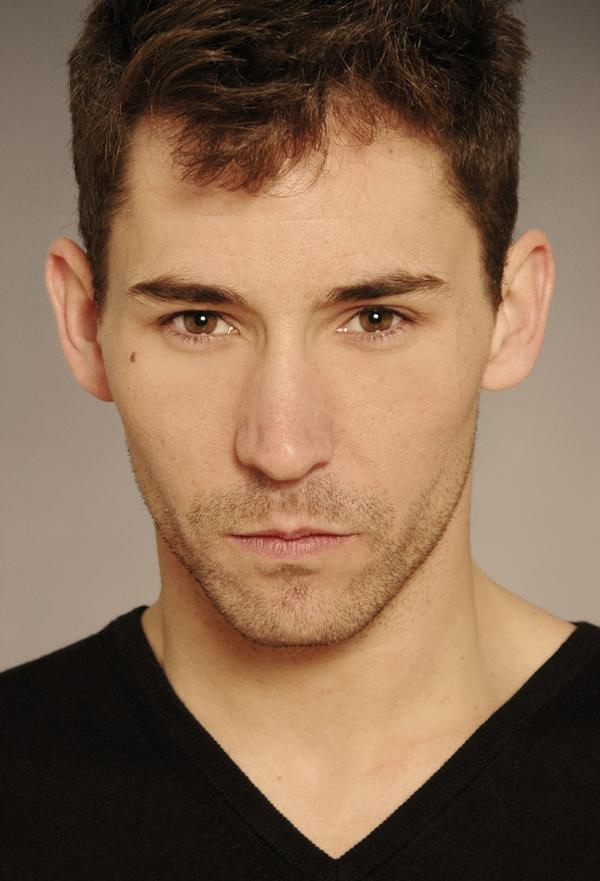

하비에 고디노(Javier Godino, 1978년 3월 11일~)는 스페인의 배우이다.
마드리드에서 태어났다.

## 영화
- 더 초즌(2016년)
- 터널(영어판)(2016년) - 왼손잡이 역
- 프림, 엘 아세시나토 데 라 칼레 델 투르코(2014년)
- 에브리바디 해즈 어 플랜(2012년) - 루벤 역
- 더 슬리핑 보이스(2011년)
- 엘 시크레토: 비밀의 눈동자(2009년) - 이시도로 고메즈 역
- 더 클럽(2008년)
- 러브 에스프레소(2007년)